# 荞麦地鼠尾草
荞麦地鼠尾草（学名：Salvia kiaometiensis）是唇形科鼠尾草屬的植物，是中國特有的植物。多數分佈於中國大陸的四川或雲南等地，生長於海拔2500米至3200米的地區，多生長於山坡草地上，目前已由人工引種栽培。

## 别名
丹参、红根（云南巧家）

## 异名
- Salvia kiaometiensis Levl. f. pubescens Stib.
- Salvia kiaometiensis Levl. f. tomentella Stib.